# Barry Ferguson
Barry Ferguson, MBE (Hamilton, 1978. február 2. –) skót labdarúgó, aki középpályásként játszott. 2006 nyarán kitüntették a Brit Birodalom Érdemrendjével.

## Pályafutása

### Rangers
Ferguson 1994-ben került fel a Rangers első csapatához, de debütálásáig 1997. május 10-ig, egy Hearts elleni meccsig várnia kellett. Az 1997/98-as idényben több lehetőséget kapott és rendre jól teljesített. A következő szezonban már alapemberként számított rá Dick Advocaat menedzser. Első gólját 1998. augusztus 18-án, a ligakupában szerezte az Alloa Athletic ellen. Egy sérülés miatt nem lehetett részese csapata 1998/99-es triplázásának.
A következő évad során aláírt egy hat évre szóló szerződést a Rangersszel és a skót bajnokság legjobbjának is megválasztották. 2000 őszén szörnyű formát mutatott a csapat, már a Bajnokok Ligájából is hamar kiestek, ezért Advocaat úgy döntött, komoly változásokat eszközöl. Elvette a csapatkapitányi karszalagot Lorenzo Amorusótól és a 22 éves Fergusonnak adta. A Gers ezután elhódította a kupát és a ligakupát is. A 2002/03-as szezonban a csapat minden skót trófeát elhódított, Ferguson ehhez 18 góllal járult hozzá.

### Blackburn Rovers
2003. augusztus 29-én a Blackburn Rovers 7,5 millió fontért leigazolta Fergusont. Korábban az Everton is érdeklődött iránta. Szeptember 19-én, egy Liverpool elleni bajnokin mutatkozott be. Első gólját ugyancsak a Liverpool ellen szerezte, a Ligakupában, október 29-én. Hamar megszokta az angol futball légkörét, 2004 júliusában meg is kapta a csapatkapitányi karszalagot Graeme Sounesstől. Mindössze 16 hónap után írásban kérte a Blackburn vezetőit, hogy engedjék el, mivel hiányzott neki az Old Firm hangulata. Hosszas huzavona után 2005 januárjában visszatért a Rangershöz. A skótok 4,5 millió fontot fizettek érte.

### Vissza a Rangershöz
Ferguson egy Dundee United elleni ligakupa meccs keretében tért vissza a Rangershöz. 2005. március 5-én, az Inverness CT ellen szerezte meg első találatát. Első szezonjában a bajnokságot és a kupát is megnyerte a kék mezesekkel. A 2005/06-os évadban ismét ő lett a csapatkapitány. 2007 januárjában összeveszett Paul Le Guen menedzserrel, aki úgy érezte, hogy megpróbálja kitúrni őt a klubtól. A francia szakember elvette tőle a karszalagot és egy meccsre száműzte a keretből. Le Guen napokkal később lemondott, Ferguson ezután visszakerült a kezdőbe és ismét kapitányként vezethette a csapatot.
A 2007/08-as szezon remekül kezdődött a számára, duplázott az Inverness ellen, majd a Celtic és a VfB Stuttgart ellen is betalált. 2008. május 14-én, a Zenyit elleni UEFA-kupa-döntő keretében játszotta 400. tétmeccsét a Rangers színeiben. A találkozó 2-0-s orosz sikerrel végződött. 2009-ben bomlasztó magatartása miatt kitiltották a skót válogatottból. Viselkedése miatt a Rangers is megbüntette, végül emiatt távozott.

### Birmingham City
2009. július 17-én a Birmingham City vezetősége bejelentette, hogy 1 millió fontért leigazolta Fergusont. A transzfer utáni nyilatkozatában elmondta, hogy szeretne végre Angliában is bizonyítani.

## Válogatott
Ferguson 1998. szeptember 5-én, Litvánia ellen mutatkozott be a skót válogatottban. Sérülései miatt csak egy évvel ezután léphetett pályára újra a nemzeti csapatban. 2004-ben, Paul Lambert visszavonulása után ő lett a válogatott csapatkapitánya. 2007 szeptemberében az ő vezérletével verték meg a skótok a franciákat a 2008-as Eb selejtezői során.
2009. április 3-án végleg kitiltották a nemzeti csapatból folyamatos italozása és bomlasztó viselkedése miatt.

## Sikerei, díjai

### Rangers
- Skót bajnok: 1999, 2000, 2003, 2005, 2009
- Skótkupa-győztes: 2000, 2002, 2003, 2008, 2009
- Skótligakupa-győztes: 1998, 2002, 2003, 2005, 2008

## Külső hivatkozások
- Barry Ferguson pályafutásának statisztikái a Soccerbase oldalon (angolul)

- Barry Ferguson válogatottbeli statisztikái
- Barry Ferguson adatlapja a FootballDatabase.com-on